# La apuesta
La apuesta es una película costarricense para televisión, dirigida y producida por Miguel Salguero, de 1968. Es un filme de corte costumbrista, seudo-documental, filmado en formato de 16 mm y narrada por una voz en off, que cuenta las peripecias de un grupo de personas durante un viaje desde San Antonio de Escazú hacia Limón, en una época en la que no existía carretera hacia ese puerto del Atlántico, lo que hacía más difícil la travesía. En Costa Rica se le considera una obra de gran valor como documento histórico y geográfico de la Costa Rica de esa época.

## Argumento
La película inicia con tomas de diversos paisajes costarricenses, mientras suena de fondo la canción folclórica nacional Guaria morada. Unos humildes campesinos corren a auxiliar un viejo automóvil Land Rover que se ha salido del camino. Una voz en off empieza a narrar la historia: en San Antonio de Escazú, la bella Anita (Aracelli Solís) recoge tranquilamente vainicas en el sembradío de su padre. Antonio Solís "Pachingo" (Antonio Solís), pretendiente de Anita, y su primo, un niño apodado Tiznao, observan la bucólica escena. Pachingo le ordena a Tiznao que se marche, para "hablar de amores" con Anita, pero el chico regresa poco después. En eso, aparece don Carlos (Carlos Castro), el temido suegro de Pachingo, un hombre "chapado a la antigua" que no permite las insinuaciones a sus hijas. Don Carlos termina persiguiendo a Pachingo por el vainical, machete en mano, pero Pachingo, saltando sobre la cerca, logra escapar.
Al domingo siguiente, don Abel Mena (Juan de Dios Gutiérrez) se encuentra leyendo el periódico cuando se presenta don Ananías Camacho (Antonio Gutiérrez), tío de Pachingo, doña María (Elisa Salazar), abuela del muchacho, y otros miembros de la familia. Don Abel le cuenta a don Ananías que un vehículo auto-mula ha logrado llegar a Limón, en el Caribe costarricense. Los dos amigos comienzan a discutir sobre sus respectivos vehículos rurales (jeeps), acerca de que con esos automóviles sí podrían hacer la travesía, y terminan haciendo una apuesta para ver cuál de los dos llega primero a Limón.
La vida en el pueblito escazuceño transcurre apacible mientras llega el día convenido de la partida. Un día, mientras don Ananías repara una carreta, Tiznao llega corriendo y le anuncia que don Carlos quiere casar obligado a Pachingo con Anita. Don Ananías parte hacia la Iglesia de San Antonio y logra evitar el matrimonio, convenciendo al sacerdote de que Pachingo todavía es menor de edad y además, no cuenta con el visto bueno de la familia. 
Llegado el día de partir hacia la aventura, cada uno de los apostadores prepara sus automóviles. A don Ananías lo acompaña Casimiro (Juan Vicente Mora), quien hace de chofer, pues don Ananías no sabe manejar, y su sobrino Pachingo, y a don Abel lo acompañan don Venero Solís y Gonzalo Gamboa, un humilde campesino apodado Torcuato el Poeta. Todo el pueblo se apresta a despedir a los aventureros, en medio de vítores, banderas y música de cimarrona. Los dos campesinos alinean sus carros en la calle frente a la Iglesia, y tras el pitazo de salida, el jeep de don Ananías sale a toda velocidad, no así el de don Abel, que no enciende y tiene que ser empujado para poder iniciar la travesía. De esta manera, ambos automóviles llegan a un San José todavía aldeano y con pocos autos, en el cual los aventureros pueden admirar algunos de los edificios más representativos de la capital costarricense, como el Teatro Nacional de Costa Rica, el Teatro Melico Salazar, la Iglesia de La Merced y la Catedral Metropolitana.
Los apostadores llegan a la campiña turrialbeña, única vía de acceso hacia el Caribe, con don Ananías a la cabeza de la carrera. De allí en adelante, acompañados de un temporal, llegan a Siquirres, donde don Ananías se entera de que no existe camino hacia Limón a partir de un pueblo bananero llamado Indiana 3. Aun así, decide aventurarse a través de las fincas bananeras, de la selva, cruzando caudalosos ríos e incluso por encima de la vía del tren, con tal de seguir adelante. Un campesino local, don Ildefonso (Ildefonso Sandí) decide acompañarles el resto del viaje. Poco después, don Abel también llega a Siquirres.
De vuelta en Escazú, don Carlos se entera de que Pachingo ha partido con don Ananías. Creyendo que intenta burlarse de él, para no casarse con Anita, le ordena a la joven que se vaya en tren con su hermana mayor y lo espere en Limón, mientras él, rifle en mano, sale en persecución del yerno fugitivo. Mientras tanto, en Limón, don Ananías y su grupo sufren un retraso debido al paso del ferrocarril, luego de lo cual suben el auto a las vías y continúan la travesía a brincos y saltos sobre la línea férrea. Don Abel, en tanto, le viene pisando los talones, sin embargo, también tiene sus propios problemas sacando su auto de lodazales y atascaderos.
Don Carlos llega a Siquirres en autobús, siguiéndoles la huella. Don Ananías llega a unos cacaotales, donde se encuentran con un pequeño obstáculo: el caudaloso río Pacuare, carente de puentes. Casimiro le sugiere construir una balsa con árboles para seguir río abajo. Don Ananías acepta y envía a Pachingo a buscar ayuda a algún pueblo en los alrededores. A Siquirres llegan doña María y Tiznao. La pobre señora, de 66 años, está asustada con lo que le pueda hacer don Carlos a Pachingo, así que decide partir a buscarlo para advertirle. Tras bajarse del tren, siguen a pie hasta llegar a un río, donde un tractor los pasa hacia el otro lado, desde donde sigue la huella de los vehículos. En Indiana 3, don Abel decide pasar la noche. En la orilla del Pacuare, don Ananías y los suyos arman una balsa de cinco troncos, pero en ese momento, llega Pachingo y les anuncia que un vecino de Matina les ayudará a cruzar el río en dos botes.
Al día siguiente, don Abel continúa su viaje pero, una vez más, su auto se queda pegado y debe pedir ayuda a los vecinos. En la orilla del Pacuare, don Ananías y los suyos esperan la llegada de los botes, cuando en ese llega don Abel. No muy contentos, los de don Ananías los reciben y acuerdan seguir juntos el viaje hasta llegar a la boca del Pacuare, donde harán de nuevo la apuesta. Torcuato se interna en la montaña, cuando divisa en la selva a don Carlos rifle en mano, por lo que corre a avisar a sus compañeros. Todos se esconden. Don Carlos llega al campamento pero no ve a nadie, y se acerca a la orilla del río, entonces sufre un resbalón y cae en la corriente, pero es salvado por Pachingo. Don Carlos, en la caída, sufre un desgarre y no le queda más remedio que los demás lo atiendan. En eso, don Ananías divisa a lo lejos a doña María y Tiznao, y junto con Pachingo corre a salvarlos para evitar que se los coman los cocodrilos del Pacuare. Doña María se entera de que don Carlos está con ellos y que ya no hay peligro. Poco después, llegan los botes, entonces suben los vehículos con el mayor cuidado y todos juntos siguen la travesía río abajo. 
Varias horas más adelante, llegan a la desembocadura del Pacuare, en el mar Caribe. Allí, un muchacho de Siquirres, Rodolfo Douglas, decide acompañarlos. Los aventureros hacen de nuevo la apuesta y siguen cada uno con su equipo, pero a partir de allí tienen que abrir camino en medio de la selva. No logran avanzar gran camino, pues topan con el gran río Matina. Aprovechan la presencia de un lanchón en la orilla del río, suben los vehículos y cruzan al otro lado, donde un tractor los ayuda a desembarcar. Mientras tanto, Anita y su hermana disfrutan de la belleza de Limón: Portete, el Parque Vargas, el malecón y la isla Uvita.
De nuevo se efectúa la apuesta, pero luego de avanzar un trecho, ambos vehículos se quedan sin gasolina. Unidos nuevamente en la desgracia, los dos equipos halan los automóviles hasta Moín, donde al día siguiente hacen de nuevo la apuesta. Esta vez, don Ananías se vale de un truco: se hace el enfermo. Mientras don Abel está distraído tomando fotos, don Ananías parte de sorpresa, dejándolo atrás y llegando primero al Parque Vargas, a la ciudad de Limón. Poco después llega don Abel, y discute con don Ananías muy molesto, pero ya no hay remedio y debe pagar la apuesta: diez mil colones. En ese momento, llega el gobernador de la provincia de Limón, don Alfonso Solé, quien en nombre del gobierno de José Joaquín Trejos Fernández, felicita a los apostadores y anuncia que, consecuencia de la aventura de estos hombres, el gobierno ha decidido iniciar los trabajos para abrir una carretera hacia ese puerto del Caribe.
En el Hotel Limón, Anita los espera. Luego de analizar el asunto, don Ananías decide aceptar que Pachingo se case con ella, y le entrega el dinero de la apuesta para financiar el matrimonio, que se lleva a cabo días después en la Iglesia de Patarrá de Desamparados.

## Producción
La apuesta es un proyecto fílmico que surge a partir de un primer viaje realizado por Miguel Salguero hacia Limón, en compañía de Antonio Solís (Pachingo) y Juan Vicente Mora (Casimiro), en el año de 1966, en condiciones muy similares a las descritas en la película. En esta época, Miguel Zúñiga Díaz (nombre verdadero de Miguel Salguero), escritor, periodista y folclorista, tenía un programa televisivo de corte costumbrista que se transmitía por Canal 6, llamado La hora de Tiquicia, en el que participaban, entre otros, Antonio Gutiérrez, actor costarricense reconocido por su personaje "Olegario Mena", Venero Solís y sus hijas, Wilber Delgado "Naín", Ildefonso Solís, el cantante folclórico Lorenzo "Lencho" Salazar y su madre, Elisa Morales de Salazar, Antonio Solís "Pachingo" y Juan Vicente Mora "Casimiro".
La idea de hacer el viaje surgió luego de que un grupo de personas de San José envió una invitación al diario La Nación para hacer una expedición por tierra a Limón, hasta ese momento la única cabecera de las provincias de Costa Rica que no estaba unida con San José por carretera. Para llegar a ella, se contaba únicamente con el ferrocarril al Atlántico, aparte de ir a pie o en avioneta. La intención de Salguero era formar parte del grupo, pero no pudo ponerse de acuerdo y estos viajaron por su cuenta, utilizando para ello un extraño vehículo llamado automula (como se narra en la película), especial para malos caminos. Salguero, por su parte, decidió hacer el viaje por su cuenta, utilizando para ello un jeep Army modelo 42, de su propiedad. Acompañado de Pachingo y Casimiro, emprendió el viaje el Miércoles Santo de 1966, llegando primeramente a Siquirres, y después de diez días de travesía, a Limón.
Dos años después, con un presupuesto de ₡ 20 000 colones, Salguero decidió filmar la película. Para esto, contó con el apoyo de un grupo de amigos que financió la producción: Rolando Angulo, Fernando Araya, Miguel Ortuño, entre otros, además de la colaboración del elenco de su programa. Juan Vicente Mora, además, compró un segundo jeep que en la película es el que usa don Abel. La película fue filmada en formato de 16 mm, en colores, con la historia ficticia de la apuesta entre los dos campesinos escazuceños como motivo del viaje, además de agregar una segunda trama con la historia de Pachingo. Salguero filmó partes de la trama en Escazú, en donde contaba con toda la escenografía que usaba para Mi galera, otro programa suyo que había precedido a La hora de Tiquicia. También grabó partes en San José y Turrialba, para luego llegar a Siquirres, donde siguió el camino que había hecho en el primer viaje, a través de bananeras, selvas, ríos y lodazales. Según Salguero, años después, el gobernador de Limón, Alfonso Solé, le manifestó que, con la filmación de La apuesta, había roto el tabú de que no podía construirse una carretera hacia Limón, razón por la cual la administración de José Joaquín Trejos Fernández había iniciado los trabajos para abrir un camino que se conoció como La Rústica, sobre el cual, años después, se construyó la Ruta 32, principal comunicación de San José con Limón.